# 1CC1 3800
Les 1CC1 3800 sont une série de dix anciennes locomotives électriques livrées au PLM en 1926-1928 sous l'immatriculation 161 DE 1 à 10 et circulant sur la ligne de la Maurienne. Elles sont intégrées aux inventaires SNCF à sa création.
Avec ces machines le PLM renoue avec une conception de locomotive articulée bi-caisses en adoptant une configuration à six essieux moteurs que la compagnie impose à ses locomotives de marchandises. La série, très robuste, reste en service jusqu'en 1973, remorquant en priorité des trains de marchandises mais aussi, occasionnellement, des rames de voyageurs.
Une des unités, gravement endommagée par fait de guerre en 1943, est réparée et transformée en 1C 1001, locomotive de manœuvre.

## Genèse de la série
En 1920, la Compagnie des chemins de fer de Paris à Lyon et à la Méditerranée envisage l'électrification de la ligne de la Côte d'Azur. La compagnie préfère, au préalable, réaliser un essai sur la ligne de Culoz à Modane (ligne de la Maurienne). Sa longueur raisonnable, son trafic moyen, la proximité de sources d'énergie hydroélectrique et ses fortes rampes constituent un champ d'expérimentation idéal pour le matériel de traction.
Le PLM commande à cet effet, auprès de différents constructeurs, quatre prototypes et une courte série de locomotives de vitesse. Pour la traction des trains de marchandises en priorité et des rames de voyageurs omnibus en appui, le PLM commande trois modèles différents de locomotives, à raison d'un exemplaire de pré-série et de neuf exemplaires de série pour chacun d'entre eux, dont la série des 161 DE. Ces trois dernières séries présentent une disposition d'essieux identique : six essieux moteurs encadrés par deux bissels porteurs. Cette configuration est imposée par le PLM en raison de l'usage auquel les locomotives sont destinées (fortes charges dans des rampes prononcées demandant une forte adhérence, vitesse modérée ne nécessitant pas de bogies directeurs).
Toutes les locomotives commandées pour assurer la traction électrique de la ligne de la Maurienne reçoivent le surnom de « Dinosaures du PLM ».

## Description
Les dix unités qui constituent cette petite série de locomotives affectées à la traction des trains de marchandises sur la ligne de la Maurienne sont livrées par Fives-Lille pour la partie mécanique et CEM pour la partie électrique. La locomotive de pré-série est remise au PLM en mai 1926 et, devant les bons résultats obtenus, les neuf exemplaires de série sont commandés et livrés entre juillet et décembre 1928.

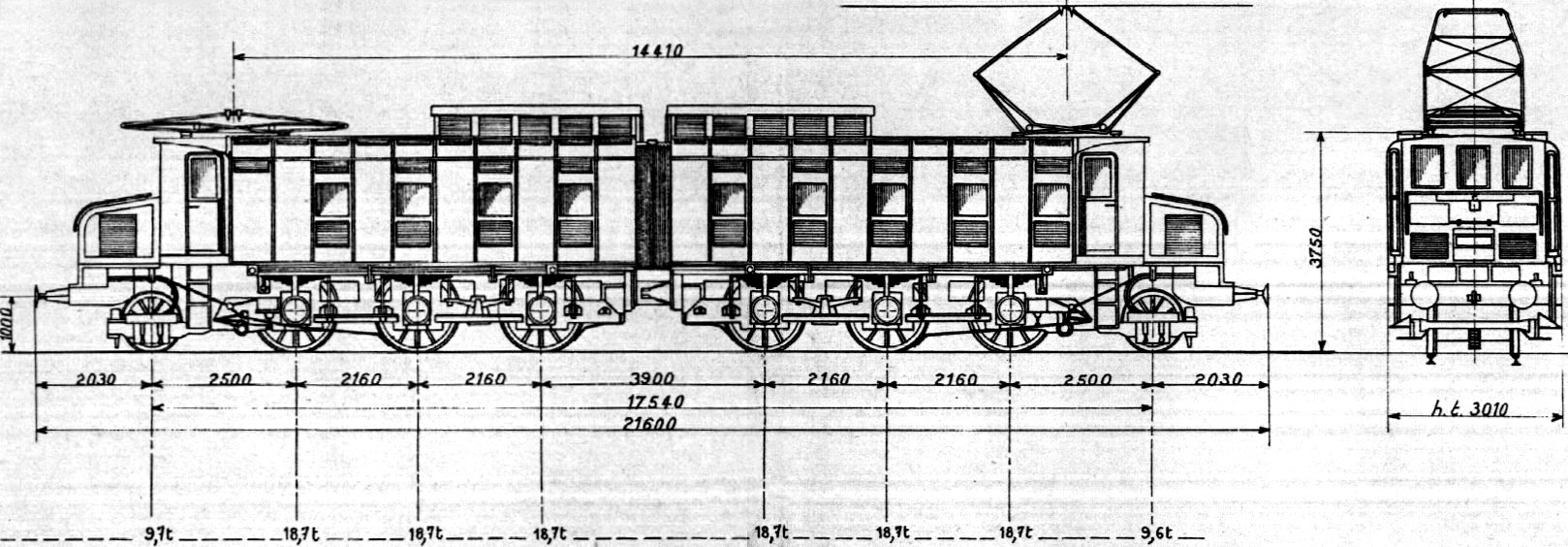
Plan de la locomotive PLM 161 DE 1.

Les engins se composent de deux demi-locomotives accouplées d'aspect identique même si les équipements ne sont pas similaires : la plus grande partie de la casse est dédiée au logement des appareillages électriques de part et d'autre d'un couloir central ; vient ensuite la cabine de conduite ; chaque demi-locomotive se termine par un capot proéminent qui abrite, d'un côté les compresseurs et réservoirs d'air comprimé et de l'autre les équipements du freinage par récupération. Deux longerons entretoisés constituent chacun des châssis ; ils supportent la caisse, reçoivent à une extrémité les tampons et le dispositif d'attelage et à l'autre la rotule permettant l'accouplement des deux demi-engins qui ne peuvent être utilisés indépendamment en service.
Les locomotives peuvent être alimentées en courant électrique par la caténaire par l'intermédiaire de deux pantographes en toiture (un sur chaque demi-locomotive, au-dessus de la cabine de conduite) ou par un troisième rail latéral, spécificité de la ligne, grâce à des frotteurs installés aux quatre angles de la locomotive, au droit des bissels porteurs,. Les six moteurs, un pour chaque essieu, fonctionnant à la tension maximale de 750 V, peuvent être alimentés en série, en série-parallèle (deux parallèles de trois moteurs en série) ou en parallèle-série (trois parallèles de deux moteurs en série).
Outre le frein pneumatique à sabot, les locomotives sont équipées du freinage par récupération, jugé indispensable sur les lignes à forte déclivité.
Les locomotives ont une masse totale en service de 129,5 t pour une masse adhérente (masse supportée par les essieux moteurs) de 110,4 t. Elles mesurent 21,600 m de long hors tampons. Leur puissance continue s'élève à 1 272 kW et leur puissance unihoraire (puissance maximum) à 1 272 kW. Leur vitesse maximale est fixée à 80 km/h, comme celle des autres locomotives marchandises.
Numérotées 161 DE 1 à 10 selon le même principe que les locomotives à vapeur à leur mise en service, elles sont renumérotées 1CC1 3801 à 3810 lors de création de la SNCF en 1938.

## Carrière
Les locomotives sont rattachées au dépôt de Chambéry et, avec les autres séries de locomotives électriques, elles assurent, à partir 5 mai 1930, la traction de la totalité des trains sur la ligne de la Maurienne. Elles donnent entière satisfaction dans la traction des trains de marchandises, usage pour lequel elles sont initialement conçues. C'est ainsi qu'avec une locomotive en tête du train et une autre en queue, elles prennent en charge entre Saint-Jean-de-Maurienne et Modane (sens de la montée) des convois de 500 t là où les déclivités sont les plus importantes. Il leur arrive également d'assurer des renforts de traction sur des rames de voyageurs, faute de matériel suffisant, jusqu'à l'arrivée des CC 7100. Cependant, la présence de nombreuses persiennes sur les flancs des locomotives est à l'origine d'entrées d'eau et de neige dans la caisse, ce qui cause des dégâts aux équipements électriques.
Dans la nuit du 10 au 11 novembre 1943, la 1CC1 3805 est victime d'un bombardement allié sur les installations ferroviaires de Modane,. L'une des demi-locomotives n'est pas réparable mais l'autre, ré-immatriculée 1C 1001, est modifiée pour être employée au service des manœuvres sur le triage de Saint-Jean-de-Maurienne (circulation sous caténaire uniquement) jusqu'à sa radiation quinze ans plus tard. Hormis cette réforme accidentelle prononcée en 1950 pour la locomotive dans son état initial, les radiations commencent en 1967 et, le 17 septembre 1973, les 1CC1 3801 et 3803, dernières unités de la série encore en circulation, sont retirées des inventaires, le relais étant progressivement pris à partir de 1970 par les CC 6500 « Maurienne », ultime série spécifiquement étudiée pour cette ligne et son mode particulier d'alimentation électrique, même si le retard dans la livraison de ces locomotives a accordé un « sursis » aux 1CC1 3800.
Toutes les locomotives de cette série sont déconstruites sur le chantier de démolition de Culoz.

## Modélisme
Les 1CC1 3800 ont fait l'objet de reproductions à l'échelle HO par l'artisan Locoset Loisir (Artmetal-LSL) sous forme de kit en laiton à monter.